# هشت‌پای
هشت‌پای نام یک بازی از دوران ساسانیان است که هنوز به‌طور کامل شناسایی نشده‌است.
از متون پارسی میانه که به جای مانده، یکی نوشته‌ایست به نام «خسرو کواتان اود رتیکی» که ابومنصور ثعالبی در زمان سلطان محمود غزنوی بخش‌هایی از آن را به عربی برگردانده و در کتاب «غرر اخبار ملوک الفرس» آورده‌است. در این کتاب نوجوانی به نام واسپوهر در ذکر پیروزی‌های خود در زمینه‌های گوناگون و برتری خود از دیگران می‌گوید:
اود پد چترنگ اود نیوار تخشیر اود هشت پای کردن از همالان فرازترهم.
که مفهوم آن روشن است «و در شطرنج و نرد و هشت پای کردن از همالان برترم.» از ایران شناسان تنها هارولد بیلی کوشش برای دریافتن این بازی به کار بسته و پیداست که به نتیجه نرسیده‌است. شطرنج و نرد شناخته شده‌است، اما هشت پای به‌طور کامل شناسایی نشده‌است.
معنی لغوی هشت پای، «هشت پا» یا «هشت پایه» است. چون این بازی همراه شطرنج و نرد آمده می‌توان دریافت که اگر سواری و چوگان و آموزش فنون رزمی برای پرورش جسم به کار گرفته می‌شده‌است، از هشت پای همچون شطرنج و نرد برای تقویت ذهن استفاده می‌کرده‌اند.

## بازی در شهر سنگسر

شکل زیباسازی شدهٔ بازی

هشت پای نوعی بازی دونفره است که از زمان ساسانیان در میان سنگسری‌ها مرسوم مانده‌است. این بازی در سنگسر تا چند دهه پیش معمول بوده و شاید اکنون نیز رایج باشد. از این بازی هرگز برای قمار استفاده نمی‌شده و تنها برای ورزش فکری و برانگیختن ستیزه‌جویی در برابر بیگانگان کاربرد داشته‌است.

### چگونگی بازی
هشت پای بر صفحه‌ای که طرح مربوط به آن بر روی آن کشیده می‌شد، میان دو حریف انجام می‌گرفت و به سه نام، یعنی:
1. رَچی رَچ یعنی رده دربرابر رده.
2. قَلِی به قَلِی یعنی دژ ذر برابر دژ.
3. سی و شش رچه یعنی سی و شش رده.

معروف بود. طرح آن دژ دارای سه دیوار و هشت برج یا پایگاه است و هر حریف خود را سرداری می‌دانست که قصد تسخیر این دژ و هشت پایگاه آن را دارد. ابزار کار هر حریف ۳۶ مهره بود که لشکریان او به‌شمار می‌آمدند. برای مهره‌ها از سنگریزه‌های هم‌رنگ به اندازه یک لوبیای درشت یا از خود لوبیا و نخود با دو رنگ متمایز برای هر حریف استفاده می‌شد. چون آغازگر بازی اگر از هوش هم بهره‌ای داشت همواره برنده می‌شد، شروع‌کننده را با «پشت انداز» برمی‌گزیدند.
بازی چنین بود که هر حریف به نوبت یک مهره بر تقاطع خطوط می‌گذاشت. هرگاه که سه مهره یک حریف در یک ردیف قرار می‌گرفت می‌گفت «رچ بکش» یعنی یک صف تشکیل شد، بکُش. حریف مقابل یک مهره خود را در فضای باز وسط دژ می‌گذاشت و می‌گفت «بکشته» یعنی کشته و با این کار یک نوبت بازی را از دست می‌داد. گاهی چنین می‌شد که با نهادن یک مهره، یکباره چند رچ روی می‌داد و طرف مقابل ناچار بود به همان تعداد مهره‌های کشته شده را در میان دژ بگذارد و به همان تعداد نوبت بازی را از دست می‌داد.
بازی بدین ترتیب ادامه می‌یافت تا مهره‌های دست، همه بر روی طرح بازی یا به صورت کشته در وسط قرار گیرد. آنگاه هر حریف به نوبت یکی از مهره‌های خود را بهر سمت که می‌خواست، به شرط اینکه راه باز بود، به اندازه یک بند جلو می‌برد و در این کار سه هدف را دنبال می‌کند:
1. سه مهره خود را در یک ردیف قرار دهد یعنی رچ کند.
2. مانع شود که حریف او به چنین هدفی برسد.
3. راه‌ها را ببندد که مهره‌های حریف از حرکت آزادانه به هر سویی بازمانند.

در این حرکت‌ها هرگاه یکی از حریف‌ها رچ می‌کرد یک یا چند مهره حریف را به میل خود برای رسیدن به سه هدف مذکور شخصاً می‌کشت و در وسط می‌گذاشت. گاهی مهره‌های حریفی زندانی می‌شد یعنی راه جنبش او از هر سوی بسته می‌شد، بنابراین نوبت او را هم حریف مقابل بازی می‌کرد و آنقدر رچ می‌کرد و می‌کشت تا مگر راهی برای رهایی حریف از تنگنا گشوده شود. بازی به همین صورت پیش می‌رفت تا یکی از حریف‌ها شمار مهره‌هایش از سه کمتر شود که در آن موقع کاملاً شکست یافته و دژ را با هشت پایگاه به حریف سپرده بود. رسم بر این بود که شکست یافته فرصت می‌یافت بازی را در دور بعدی آغاز کند.